# Hals (żeglarstwo)
Hals – termin w żeglarstwie określa trzy odrębne zagadnienia:
- Hals (prawy/lewy) – pojęcie związane z prawem drogi;
- Hals (droga) – odcinek drogi jednostki o napędzie żaglowym pokonywany lub pokonany pomiędzy zwrotami.
- Hals (lina) – lina olinowania ruchomego.

## Hals (prawy/lewy)
Termin określający generalne usytuowanie jednostki o napędzie żaglowym względem kierunku wiatru. Związany z zasadą prawa drogi mówiącą, że:
- Jeżeli dwie jednostki o napędzie żaglowym zbliżają się do siebie kursami kolizyjnymi,

jednostka mająca wiatr z burty lewej – czyli poruszająca się lewym halsem
powinna ustąpić jednostce mającej wiatr z burty prawej – czyli poruszającej się prawym halsem.
- Jeżeli jednostka ma wiatr dokładnie z tyłu, a główny żagiel niesie po lewej burcie

– na jednostce o ożaglowaniu rejowym po lewej niesie największy żagiel skośny –
to jednostka porusza się prawym halsem.
Analogicznie, jeżeli żagiel ten jest po prawej burcie – jednostka porusza się lewym halsem.
Pojęcie prawego/lewego halsu i wyżej przytoczona zasada prawa drogi dotyczy nie tylko jednostek pływających, ale także bojerów, żaglowozów – w pewnym zakresie wszystkich jednostek o napędzie wiatrowym.

## Hals (lina)
Lina olinowania ruchomego pozwalająca regulować:
- pionowe usytuowanie żagla mającego w czasie pracy róg halsowy wysoko nad pokładem np. latacz i topsel;
- poziome położenie rogów szotowych żagla rejowego niemającego pod sobą rei – np. rejowego fokżagla.

Hals latacza – zamocowany jest do rogu halsowego żagla, następnie przez blok zwrotny na noku (zewnętrznym końcu) bukszprytu biegnie do kołkownicy na pokładzie. Przy stawianiu latacza wybierany jest fał i równocześnie luzowany hals. Kiedy żagiel osiągnie właściwe pionowe (zwykle maksymalnie górne) położenia – jedna z lin jest obkładana, a druga mocno dobierana (napinana) i również obkładana. Przy zrzucaniu latacza luzowany jest fał, a wybierany kontrafał i hals. Kiedy róg halsowy osiągnie maksymalnie dolne położenie hals jest obkładany, a kontrafał wybierany aż do całkowitego zrzucenia żagla.
Halsy żagla rejowego – do dolnych rogów żagla rejowego zamocowane są liny (szoty), które przy stawianiu żagla dociągają każdy z rogów do końców (noków) poniższej rei. W żaglu, który nie ma pod sobą rei jego dolne rogi obsługiwane są przez:
- szoty - biegnące w kierunku rufy skośnie w dół do pokładu

oraz
- halsy - biegnące w kierunku dziobu skośnie w dół do pokładu.

Halsem lub halslinką nazywany bywa przewiąz (sejzing) mocujący róg halsowy żagla. Przy refowaniu sejzing ten nazywany jest refhalsem.
Cunningham – dająca się w trakcie żeglugi wybierać i luzować linka zamocowana do remizki znajdującej się w dolnej części liku przedniego żagla przymasztowego. Pozwala regulować napięcie liku przedniego, a przez to wpływać na kształt żagla. Stosowana na jachtach i łódkach regatowych.